# ایسابل آبوی
ایسابل آبوی (انگلیسی: Isabel Aboy؛ زادهٔ ۴ مهٔ ۱۹۸۲) بازیگر، روان‌شناس و مدل اهل اسپانیا است.
از فیلم‌ها یا برنامه‌های تلویزیونی که وی در آن نقش داشته است، می‌توان به پزشک خانوادگی و روزنامه‌نگاران اشاره کرد.